# 8chan
8chan（8ちゃんねる/エイトチャン、別名：Infinitechan/∞chan）は、5ちゃんねる管理人のジム・ワトキンスが運営し、息子のロン・ワトキンスが管理していたアメリカ合衆国の匿名画像掲示板。4chanの分派として2013年10月に開設された。2019年11月より、現在の8kun（エイトくん）名義で運営されている。
8chanは「インターネットの最も暗い場所」（The Darkest Reaches of the Internet）を標榜しており、ルールも1つしかない。それはアメリカ合衆国法を遵守している限りは、あらゆるコンテンツの投稿が可能というものである。これは基本的に著作権侵害と児童ポルノに関するものだと解釈されている。
このサイトの掲示板のいくつかはゲーマーゲート集団嫌がらせ事件において積極的な役割を果たし、4chanでゲーマーゲートの話題が禁止された際は、その関係者が8chanに場を移した。このサイトはQアノン、極右、人種差別、白人至上主義、反ユダヤ主義、ヘイトクライムなどの温床となっている。
2018年4月現在、8chanは世界で3857番目に訪問者が多いサイトである。また2014年11月の時点で、毎日平均35,000人のユニークユーザーが訪問し毎週40万件の投稿がなされていた。
1999年に西村博之が開設した日本最大級の匿名掲示板「2ちゃんねる」（現・5ちゃんねる）は公式姉妹サイトにあたる。

## 歴史

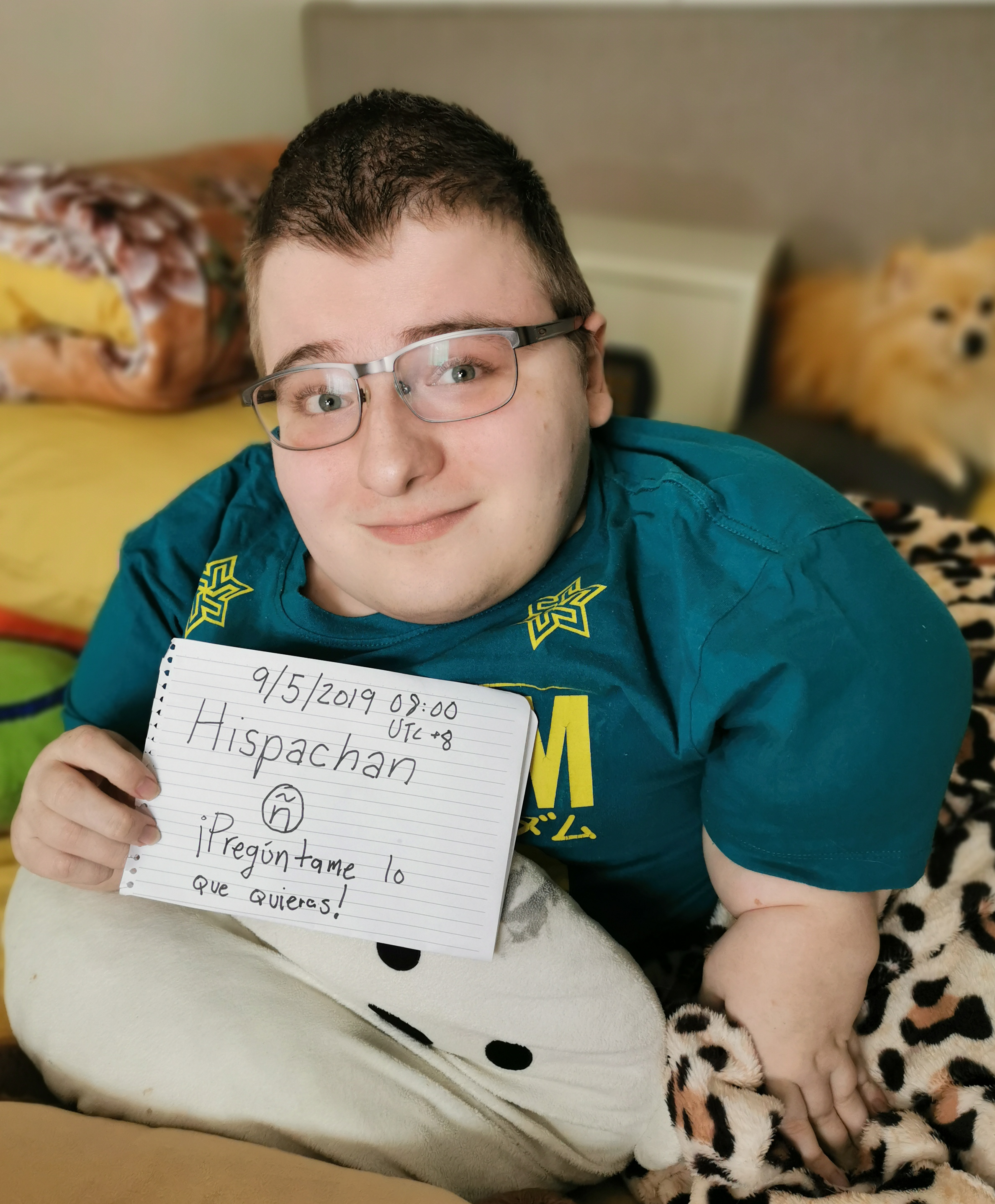
8chan開設者で初代管理人のフレドリック・ブレンナン

8chanは、ニューヨークに住む当時19歳のソフトウェア開発者で、元Wizardchan管理人のフレドリック・ブレンナンによって2013年10月に開設された。ブレンナンは4chanが権威主義になったと考え、8chanをRedditのように誰でも掲示板を開けるようにして、表現の自由を支持する代替場所として提示した。たとえば8chan上に作成されたボードは、それぞれの作成者によってモデレートされる仕組みとなっており、管理人とのやり取りは最小限に抑えられる。つまり、8chanでは、ユーザーの裁量が非常に大きく、それにより自由な議論の場を実現するとともに、管理人にかかる負担を大きく削減したことが、画期的なポイントだった。

### 2ちゃんねるの姉妹サイトとして

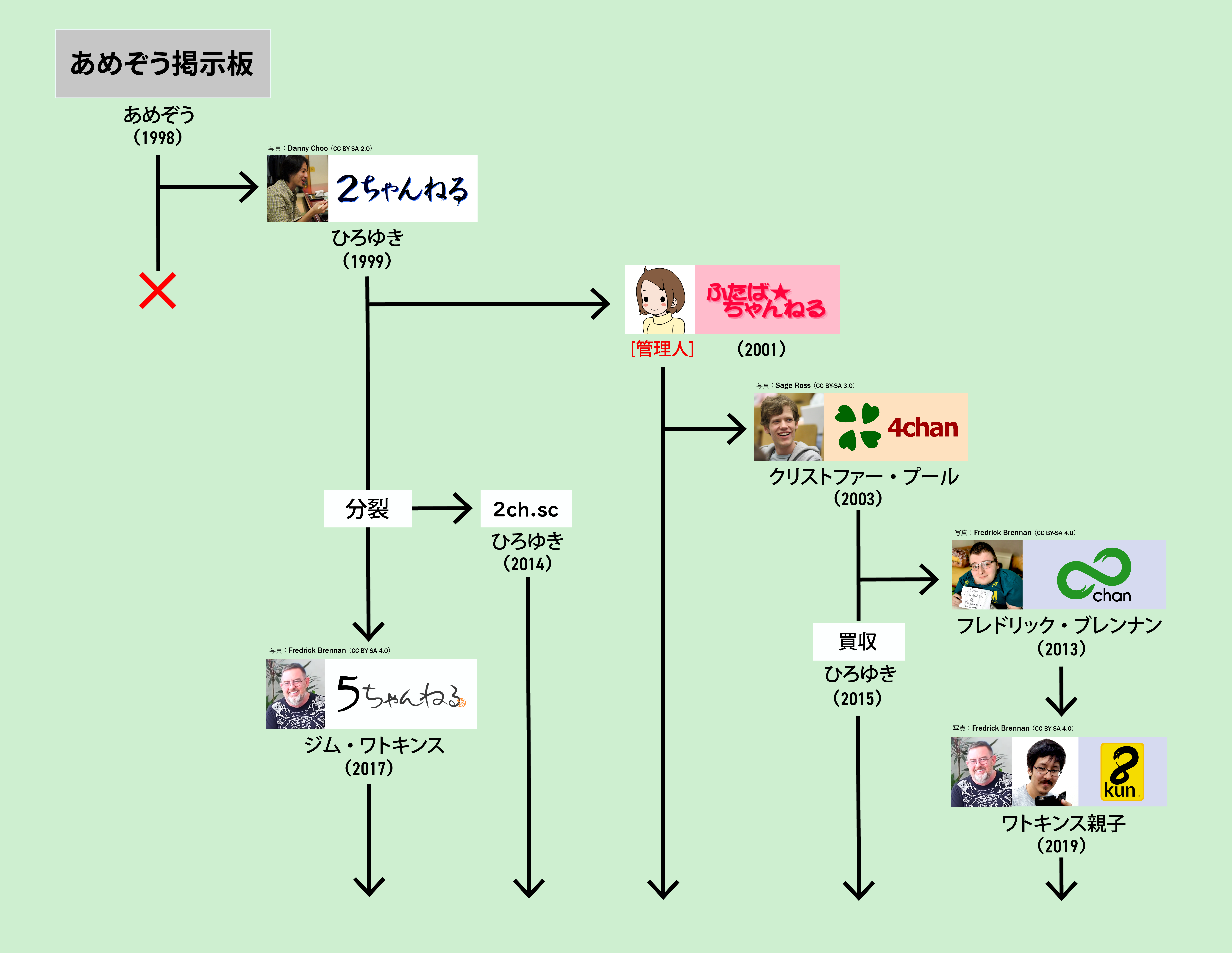
日本で発祥したスレッドフロート型匿名掲示板の系譜。8chan（現・8kun）は、2ちゃんねる（現・5ちゃんねる）の曾孫サイトに当たる。

2014年9月、4chanでゲーマーゲート集団嫌がらせ事件の投稿が禁止され、その支持者が避難所として8chanに移動し、1時間あたり100程度の投稿が4000に膨れ上がる。その後、サイト管理とサーバー維持が困難になったブレンナンは、8chanと日本の匿名掲示板「2ちゃんねる」（2ch.net）との提携に同意し、2014年10月にジム・ワトキンスが経営するRace Queen社（2ch.netの運営会社）があるフィリピンに移転した。
2015年1月、8chanがDDoS攻撃によってダウン。同じサーバーを使用していた姉妹サイトの2ちゃんねるもダウンした。また同年8月に児童ポルノ掲載の申し立てによりGoogle検索から除外されたため、ドメインを8chan.coから8ch.netに変更した。
8chanを支えるインフィニティ・ソフトウェアには数多くのバグがあり、「インフィニティネクスト」と呼ばれる後継プラットフォームの開発と資金調達につながったが、数か月にわたるテスト期間の後、2015年12月に新しいソフトウェアへの移行が試みられたものの失敗に終わった。
2016年1月に後継プラットフォームの開発が中止され、主要な開発者であるジョシュア・ムーンがブレンナンによって解雇された。ブレンナン自身も2016年4月に正式に管理人を辞任し、サイトのオーナーとなっていた2ちゃんねる管理人のジム・ワトキンスと彼の息子であるロンにサイトを明け渡すことになった。ブレンナンは8chan売却の理由として、インフィニティネクストプロジェクトの失敗と8chanへの幻滅を挙げた。

### Cloudflareによる8chan追放
2019年8月5日、8chanはオフラインとなる。理由として、3・4日にテキサス州エルパソとオハイオ州デイトンで発生した無差別乱射事件のうち、エルパソの事件の容疑者が8chanで犯行予告の声明を出していたため、CDNサービスを手がけるCloudflareが8chanへのサービスを打ち切ったことが挙げられる。
Cloudflareは、かねてから言論の自由を支持し、物議をかもすウェブサイトにもサービスを提供することで、しばしば批判を浴びてきたが、自主的なサービスの打ち切りはDaily StormerやKiwi Farmsへのサービス停止と同様、きわめて例外的な対応であった。
同社CEOのマシュー・プリンスは、8chanを追放した理由について次のように述べている。
理論的根拠は単純なことです。彼らは自身を無法者と認めており、その無法ぶりが多くの悲惨な死を招いたからだ。8chanが、差別主義者コミュニティーの抑制を拒否したことが法律の文面には違反していなかったとしても、その精神に反することを喜び、はしゃぐ環境を作り出した。8chanは繰り返し、自らヘイトの肥溜めであることを証明した。〔……〕私たちは非難されるべきコンテンツを不本意ながらも容認していますが、悲劇的な出来事を直接的に刺激し、意図的に無法であることを示したプラットフォームは一線を画しています。8chanはその一線を越えました。したがって、8chanは今後、私たちのサービスを利用することができなくなります。
続けてプリンスは「（8chanをダウンさせても）何の解決にはならないことを思うと、絶望的な気分になります」「一企業としてのわたしたちにとってはこれで終わりですが、インターネット全体の問題は解決していません。ネットにヘイトスピーチが増殖していく根本的な原因は、放置されたままなのです」と語った。ブレンナンも銃乱射事件を受けて「8chanは世界にとってネガティブな存在だった。過去に戻って、8chanを作らないことを選べるなら、たぶんそうするだろう」という声明を発表した。

### 各国の銃乱射事件による運営者の召喚

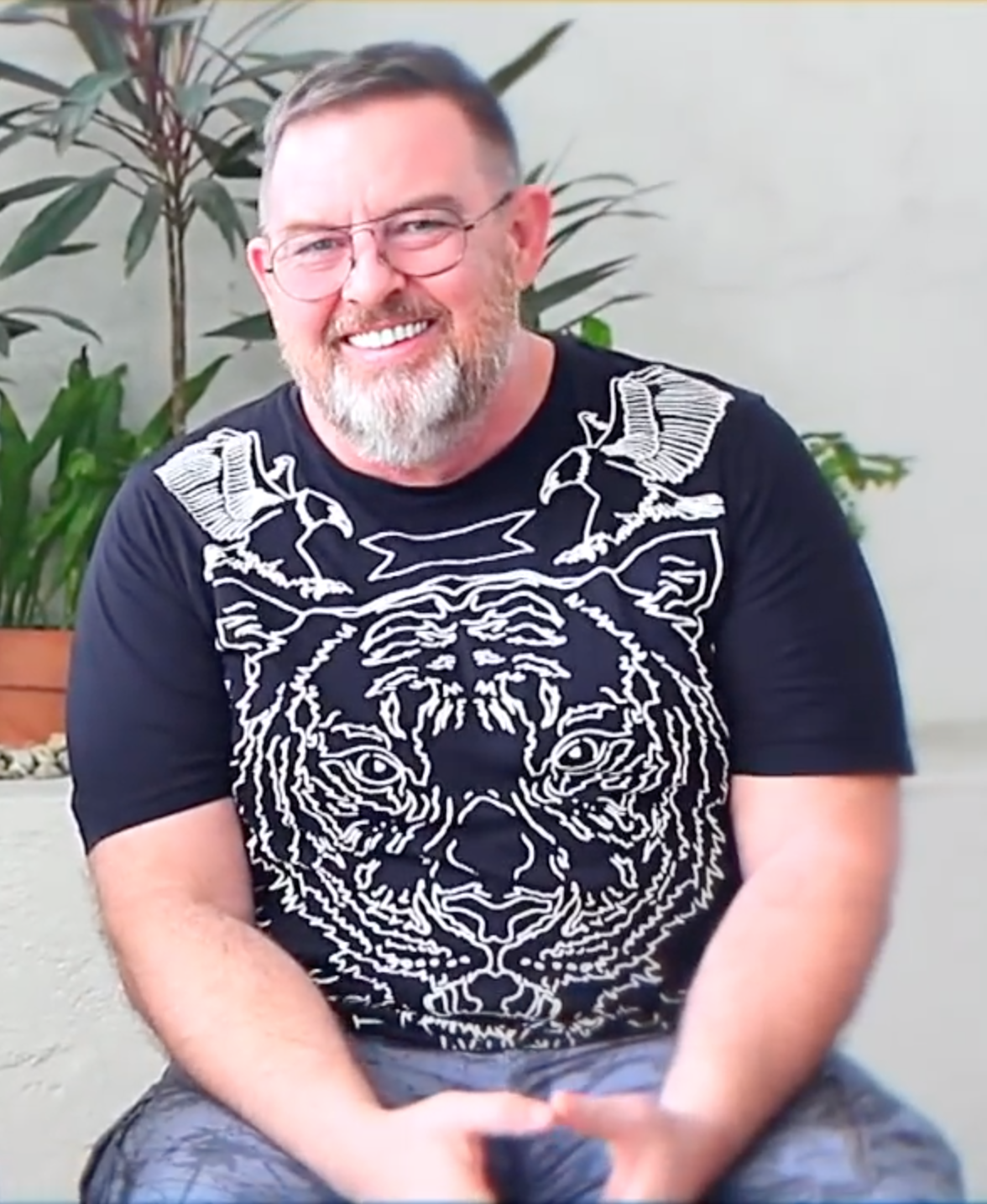
2014年から2ちゃんねると8chanを運営しているジム・ワトキンス

2019年8月15日、アメリカ合衆国下院は、8chan運営者のジムに対し、議会での証言を求めて召喚状を出した。ジムは、8chanを言論の自由の「世界最後の砦」だとして召喚に応じ、その中で
8chanとはレトロゲームの攻略法や家庭料理のレシピの情報交換や、時には政府の検閲を逃れるための情報を書き込むような匿名掲示板であり、差別や無知にもとづく投稿をしているのは、ほんの一部にすぎない。アメリカ合衆国憲法に規定された言論の自由を最大限まで尊重するウェブサイトが8chanであり、言論の自由を制限したからといって過激主義を根絶することはできない。
と回答した。

### 8kunとして再開

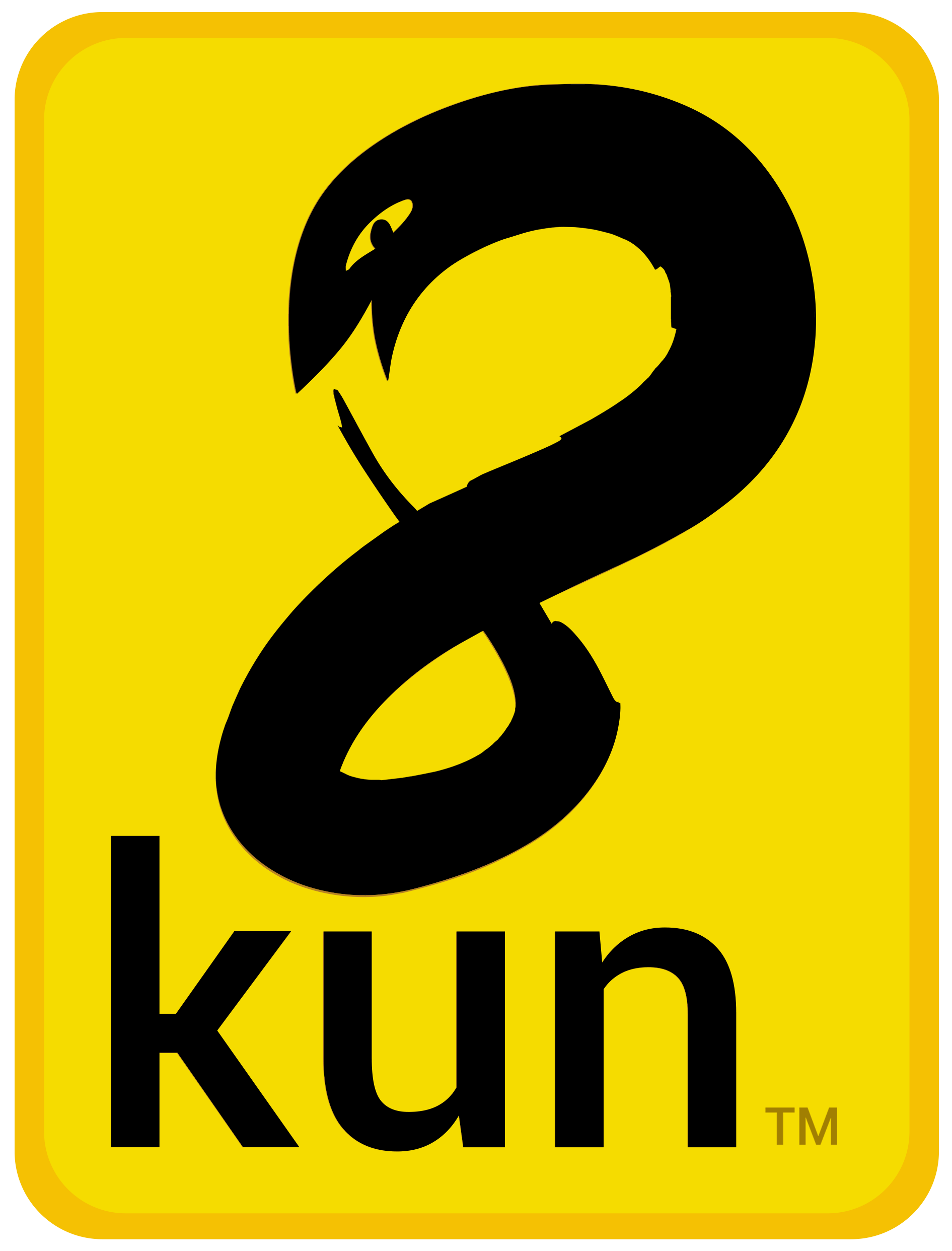
8kunのロゴ

2019年11月、8kunとサイト名を変更し、ロシアのホスティングプロバイダーのサービスにより再開された。しかし、ブレンナンは8chanの8kunとしてのリニューアルに反対しており、8kunの成功は「Q」こと陰謀論者のQアノンをサイトに復帰させたからであると指摘している。
2020年10月25日、フレドリック・ブレンナンが「【5ちゃんねるの皆さんへ】ジム・ワトキンスがどれほど危険人物かお伝えします」というスレッドを5ちゃんねるのニュース速報+板に投稿した。この中でブレンナンは以下の告発文を日本語で掲載している。
2020年11月3日、ロン・ワトキンスがTwitterで管理人の引退を表明する。奇しくも引退日は米大統領選挙の開票日であった。その後、8kunの管理人権限は5ちゃんねる管理人のジム・ワトキンスに移譲されたと一般には信じられている。
2021年8月27日、米国下院特別委員会は、4chanや8kunに米連邦議会襲撃事件の記録を提出するように要求した。

## 論争

### ゲーマーゲート集団嫌がらせ事件
ゲーマーゲート集団嫌がらせ事件とは表現の自由を支持するゲーマー（ゲーマーゲーター）による、政治的正しさの観点から表現規制を掲げるフェミニストらに対する嫌がらせや反リベラル運動を指し、4chanユーザーの多くがリベラルから反ポリコレに転向した一因となった事件である。また一部の過激なゲーマーゲーターは、ゲーム業界の女性に対して個人情報の流出や犯罪予告などの嫌がらせを行ったため、4chanではゲーマーゲートの話題が2014年9月18日に禁止された。
4chanを追放されたゲーマーゲーターは、避難所として8chanの/v/や/gamergate/に活動の場を移し、ゲーム開発者のゾーイ・クィンらに対して個人情報の晒し、殺害予告、レイプ予告、スワッティング、でっちあげなどの嫌がらせを匿名で行った。その後、ゲーマーゲーターの一部は、8chanで極右やネオナチ、インセル、白人至上主義と合流して、オルタナ右翼やQアノンの構成員となった。また8chanは主流のソーシャルメディアの表現規制に不満を抱えたユーザーのたまり場となり、ユーザー同士で過激さを競い合う「ヘイトの肥溜め」へと変化していった。

### Qアノン
Qアノンとは、世界的な児童性的人身売買組織を運営しており、カニバリズムも行う悪魔崇拝主義の秘密結社「ディープステート」とドナルド・トランプ大統領が陰で密かに戦いを繰り広げていると主張するオルタナ右翼の陰謀論である。この陰謀論は、米大統領選にも影響を与えたインターネット・ミームとして8chanだけでなくTwitter、Facebook、YouTubeなどの主要SNSにも広がりを見せたが、FBIからは自国産テロリズムの潜在的要因であるとしてテロ脅威に指定されており、2021年の米議事堂襲撃事件以降は、Qアノンに関連するアカウントをTwitter社が7万以上も削除したほか、GAFAでも事実上の検閲対象となっている。
米公共ラジオ局NPRの世論調査では、2020年時点でアメリカ人の17％が「米民主党系の政治家やハリウッドスターなどのエリート層が『ディープステート』（闇の政府）を組織して、我々の政治やメディアをコントロールしようとしている」もしくは「ディープステートは悪魔崇拝と児童虐待に関与しており、ドナルド・トランプ大統領は彼らと闘う救世主である」というQアノンの荒唐無稽な主張を信じていると報じられている。また米国の公共宗教研究所が2021年3月に行った調査によると、共和党支持者の約25%がQアノン陰謀論を信じており、これは米国民全体に換算すると3000万人を超えている。公共宗教研究所はニューヨーク・タイムズの取材に「これが宗教ならば、白人の福音派プロテスタント全体、または白人の主流派プロテスタントと同規模だ」と回答した。

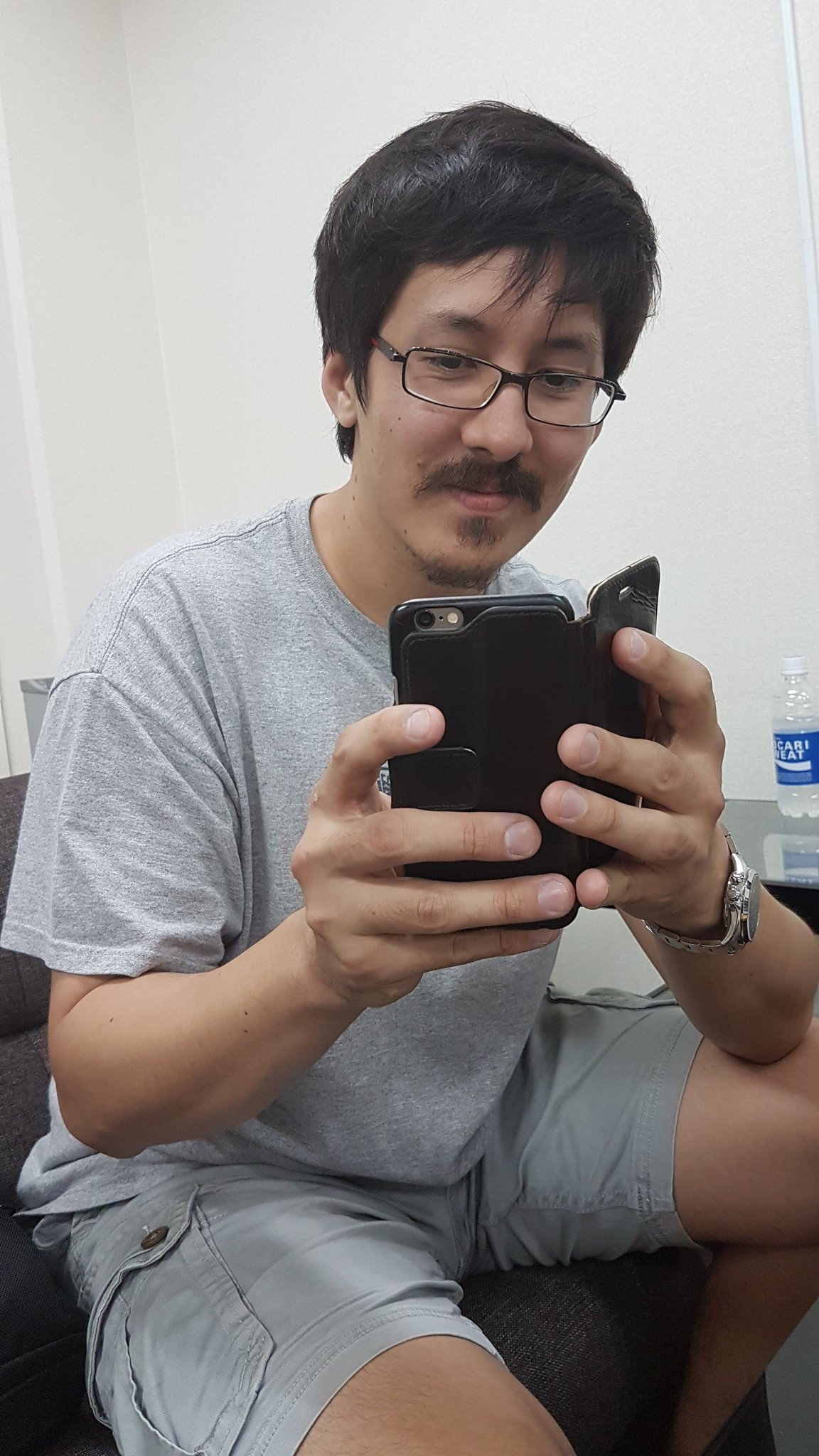
ロン・ワトキンスは2016年から2020年11月まで8chanの管理人を務めた。

この狂った陰謀論は「Q」と呼ばれる素性不明の個人または集団が4chanの/pol/（非ポリコレ板）で当初主張していたが、自由な場を求めて8chanに投稿するようになった。8chanの管理人であったロンは「Q」の投稿を言論の自由を支持する立場から歓迎し、それに応える形で「Q」は8chan以外には投稿しなくなった。その結果、8chanは「Q」を信奉するカルト「Qアノン」の形成において非常に大きな役割を果たすことになる。その後、2019年に8chanのユーザーが3度にわたる銃乱射事件を起こし、8chanのサービスがCloudflareから強制的に打ち切られた後、8kunとして新たに再開された際、サイトに現れた「Q」は自分自身が本物であることを示すため、8chanの投稿に写っていたペンやノートの写真を投稿し、8chanのトリップコード（なりすまし防止機能）を使い続けた。

この間、ドキュメンタリー映画監督のカレン・ホーバックは、ワトキンス親子と8chan開設者のフレドリック・ブレンナンに3年間密着し、8chanとQアノンの関わりを調査した。その調査を元に制作されたHBOのドキュメンタリー番組『Q: Into the Storm』の最終回（2021年4月4日放送）で、ホーバックは、ロンとの最後の会話を紹介している。ロンはカメラに向かって次のように述べた。
そして彼は、「Qとして行っていた訳ではありません。約束します。なぜなら、私はQではないし、Qであったこともないからです」と訂正した。ホーバックは、これをロンの不用意な告白とみなし、このインタビューとその他の調査から「ロン・ワトキンスがQである」と結論づけた。ロンは、シリーズ初放送の少し前に「Q」であることを再び否定した。

### 2019年の銃乱射事件

#### クライストチャーチモスク銃乱射事件
2019年3月15日に発生したクライストチャーチモスク銃乱射事件の前に、犯人が攻撃の動機を記述したマニフェストを8chanに投稿した。犯人は襲撃の直前にライブストリーム動画へのリンクを8chanに投稿し、利用者はその動画を拡散させた。

#### パウウェイ・シナゴーグ銃撃事件
2019年4月27日、ユダヤ教徒を狙った銃撃事件がアメリカ合衆国カリフォルニア州サンディエゴ近郊のパウウェイ市にあるシナゴーグ（ユダヤ教礼拝所）で発生した。犯人は19歳の青年で、反ユダヤ主義に基づく憎悪に満ちた内容の公開書簡を8chanに投稿していたことが、事件後に明らかにされた。なお、犯人による公開書簡では100人が死傷した前月のクライストチャーチモスク銃乱射事件を賞賛する内容が書かれていたという。

#### エルパソ銃乱射事件
2019年8月3日にアメリカ合衆国テキサス州エルパソ市東部、シエロ・ビスタ・モール西隣のウォルマート店舗で発生した、ヒスパニック系を狙ったと見られる銃乱射事件で、犯人が「マニフェスト」と題した、4ページにわたる白人至上主義的・反移民主義的な文書を、犯行の20分前に8chanに投稿していたことが、事件後捜査当局により明らかにされた。
調査報道機関のベリングキャットによれば、クライストチャーチモスク銃乱射事件後、犯人が作った殺人記録を超えたいという書き込みが8chanで定期的になされており、殺人行為がゲームのように掲示板で扱われたことがテロリストに大きな影響を与えたと指摘した。
2019年8月5日、米CDN大手のCloudflareは、8chanへのサービス提供を強制的に打ち切った。

### 連邦議会議事堂襲撃事件
8kunはQアノンによって2021年1月6日に発生した連邦議会議事堂襲撃事件の計画にも利用された。また一部の8kunユーザーは、どの政治家を殺害するかについて話し合い、警察、警備員、連邦職員を殺害することを提案した。
サイバー攻撃保護会社のDDoS-Guardは事件後、8kunのホスティングプロバイダであるVanwaTechへのサービスを終了した。DDoS-Guardは「いかなる政治的問題にも自社は関連しておらず、Qアノン/8chanのような有毒なサイトをホストしている顧客と関係を持ちたくない」と説明した。

## 評価
- 「世界で最も卑劣なウェブサイト」「インターネットを不気味な場所にする肥えだめ[5]」（Splinter News（英語版））
- 「もっとも悪意に満ちた差別主義者の憎悪の隠れ家[5]」「悪名高い掲示板[43]」「無法地帯と化している匿名掲示板[43]」「ヘイト掲示板[43]」（ワシントン・ポスト）
- 「憎悪があふれかえる不思議の国[5]」（ヴァイス）
- 「無差別テロとのつながりがある極右主義のプラットフォーム[5]」（ウォール・ストリート・ジャーナル）
- 「暴力的な差別主義者がアイデアを共有したり、お互いを賞賛しあったりしている場所[5]」（AP通信）
- 「大量殺人を犯すような人間が極右的なプロパガンダをまき散らすための場所[35]」（WIRED）
- 「男性的で、反移民的で、反ユダヤ主義的で、反イスラム主義的な極右勢力の集会所のひとつ[76]」（ル・モンド）
- 「もっとも悪名高いchanまたはイメージボードのひとつ[77]」（CNET）
- 「言論の自由の極端な擁護者[78]」（ニュージーランド・ヘラルド）
- 「極右過激派たちが、銃乱射事件の犠牲者の数を『高得点』と称して夢中になり、犯行のライブストリーミングはもちろん、映像のバックに流すサウンドトラックの選曲について語り合っている場所[79]」（ロバート・エヴァンス（英語版））
- 「白人優位主義者が8chanを使うことによって人種差別的な投稿が増え、その後のアメリカ議会襲撃につながった[80]」（ひろゆき／2ちゃんねる開設者・4chan管理人）
- 「言論の自由の社会実験は失敗しました。言論の自由を進めすぎると良いことにはならない。無制限の言論の自由の結果が、現在起きていることなのです。当時、私は若かった。もし時間を巻き戻せるならば、決して8chanをつくることはないでしょう[5]」（フレドリック・ブレンナン／8chan開設者）
- 「問題があるのは8chanではない。アメリカ人だ。8chanを閉鎖させたとしても、この新たな過激主義文化を根絶することはできないだろう。なぜなら8chanはどこにでも存在する。閉鎖に追い込めば、どこか別の場所に必ず現れる[81][82]」（BuzzFeed News）
- 「8chanを閉鎖しても、また誰かが新しい掲示板を立ち上げる。20chanでも何でもいい。そこにみんなが集まる[81]」「言論の自由というものは、どんな人種・宗教・民族性・性的指向でも、攻撃したり批判したりミーム化してもよい、ということだ[83]」（アンドリュー・トーバ／Gab開設者）
- 「ようこそ8chan、ここがインターネットの最も暗い場所。8chanは白いノート紙にすぎない[5]」「悪名を抱きしめて[5]」（ジム・ワトキンス／2ちゃんねる・5ちゃんねる・8chan運営者）